# Houjia pomigena
Houjia pomigena är en svampart som beskrevs av Batzer & Crous 2010. Houjia pomigena ingår i släktet Houjia och familjen Micropeltidaceae.   Inga underarter finns listade i Catalogue of Life.